# Marita Lindahl
Marita Lindahl, née le 17 octobre 1938 et morte le 21 mars 2017, a été élue Miss Finlande 1957, puis Miss Monde 1957. 
Elle est la première finlandaise avoir été élue Miss Monde. Elle a également été élue 1re dauphine au concours Miss Europe 1957.

## Biographie
Marita Lindahl remporte le titre de Miss Finlande 1957, le 27 janvier 1957, au Gymnase de Töölö. Sa première dauphine est Airi Ikävalko et sa deuxième dauphine Saara Turunen.
Elle est élue première dauphine au concours Miss Europe 1957, le 26 juin 1957 à Baden-Baden, en Allemagne.
Ensuite, elle est élue Miss Monde 1957, le 14 octobre 1957, au Lyceum Ballroom de Londres, au Royaume-Uni à l'âge de 18 ans. Elle devient la première femme finlandaise à remporter le titre de Miss Monde et la troisième venant d'un pays nordique, après les lauréates suédoises Kicki Håkansson, élue en 1951, et May Louise Flodin, élue en 1952. 
Après son couronnement, elle est souvent comparée à la Princesse de Monaco, Grace Kelly. Tandis que le président du concours Miss Monde, Eric Morley avait décrit d'elle qu'elle possédait la beauté envoûtante et l'intrigue d'une Greta Garbo. 
Elle reçoit un rôle venant du réalisateur italien Federico Fellini qu'elle refuse. Le réalisateur italien Luchino Visconti lui propose le rôle de Frau von Aschenbach, épouse du compositeur, Dirk Bogarden dans le film dramatique franco-italien Mort à Venise. Cependant, elle décline de nouveau, trouvant qu'elle n'a pas le talent pour devenir une actrice et que c'est une perte de temps.
Elle épouse un journaliste de radio finlandais Martti Kirsitie en 1970. Elle donne naissance à un garçon en 1972. Elle emménage en 1984 en Angleterre avec sa famille et son fils.
Elle décède le 21 mars 2017 des suites d'une crise d'épilepsie à l'âge de 78 ans à Oxford, en Angleterre.[réf. nécessaire] Sa mort n'a été divulguée au public qu'en juin 2017 après son époux partage sa lettre en son honneur.